# 刘涓子鬼遗方
《刘涓子鬼遗方》由晋朝刘涓子撰，南齐龚庆宣整理。成书于483年，该书是中国现存最早的外科学专著。
全书5卷，总论外科痈与疽的鉴别，卷2－5论述金疮外伤治法、杂病，并载列外科常用方剂140余首。
刘涓子，晋末至南朝时期江苏京口（镇江）人。晋安帝（397年至405年）时，曾任彭城内史，并精于医药。后随宋武帝刘裕北征（420年至422年），在军中善治金疮痈疽, 奠定了外科消、托、补三法基础。晚年周游各地行医。 